# Municipio de Melvin
El municipio de Melvin (en inglés: Melvin Township) es un municipio ubicado en el condado de Nelson en el estado estadounidense de Dakota del Norte. En el año 2010 tenía una población de 27 habitantes y una densidad poblacional de 0,29 personas por km².

## Geografía
El municipio de Melvin se encuentra ubicado en las coordenadas 47°52′57″N 98°4′31″O / 47.88250, -98.07528. Según la Oficina del Censo de los Estados Unidos, el municipio tiene una superficie total de 93.03 km², de la cual 89,98 km² corresponden a tierra firme y (3,28 %) 3,05 km² es agua.

## Demografía
Según el censo de 2010, había 27 personas residiendo en el municipio de Melvin. La densidad de población era de 0,29 hab./km². De los 27 habitantes, el municipio de Melvin estaba compuesto por el 77,78 % blancos, el 3,7 % eran amerindios, el 3,7 % eran de otras razas y el 14,81 % eran de una mezcla de razas. Del total de la población el 18,52 % eran hispanos o latinos de cualquier raza.